# Brittney Brimmage
Brittney Monique Brimmage (* 5. Mai 1990 in Centreville, Illinois) ist eine US-amerikanische Volleyballspielerin.

## Karriere
Brimmage spielte von 2008 bis 2011 bei den Mizzou Tigers der University of Missouri. Ab Anfang 2012 verbrachte sie ihre erste Halbsaison in Österreich bei ASKÖ Linz-Steg und holte mit der Mannschaft den österreichischen Vizemeistertitel. 2013 spielte sie in der deutschen Bundesliga für den Köpenicker SC. Im Januar 2014 wechselte sie für den Rest der Saison 2013/14 in die Schweiz zu Neuchâtel Université.